# Themus manipurensis
Themus manipurensis is een keversoort uit de familie soldaatjes (Cantharidae). De soort is in 1983 voor het eerst wetenschappelijk beschreven door Wittmer.